# Röbel
Röbel es un municipio situado a la orilla del lago Müritz —el mayor lago de Alemania— en el distrito de Llanura Lacustre Mecklemburguesa, en el estado federado de Mecklemburgo-Pomerania Occidental (Alemania), a una altitud de 65 metros. Su población a finales de 2016 era de 5106 habs. y su densidad poblacional, 170 hab/km².
El municipio está ubicado a 25 km al norte de Wittstock, y 27 km al suroeste de Waren.

## Cultura
Tiene un museo sobre la vida de los judíos, en especial se puede ver la del filántropo Israel Jacobson (1768-1828), antiguo presidente del Reino de Westfalia.

## Galería

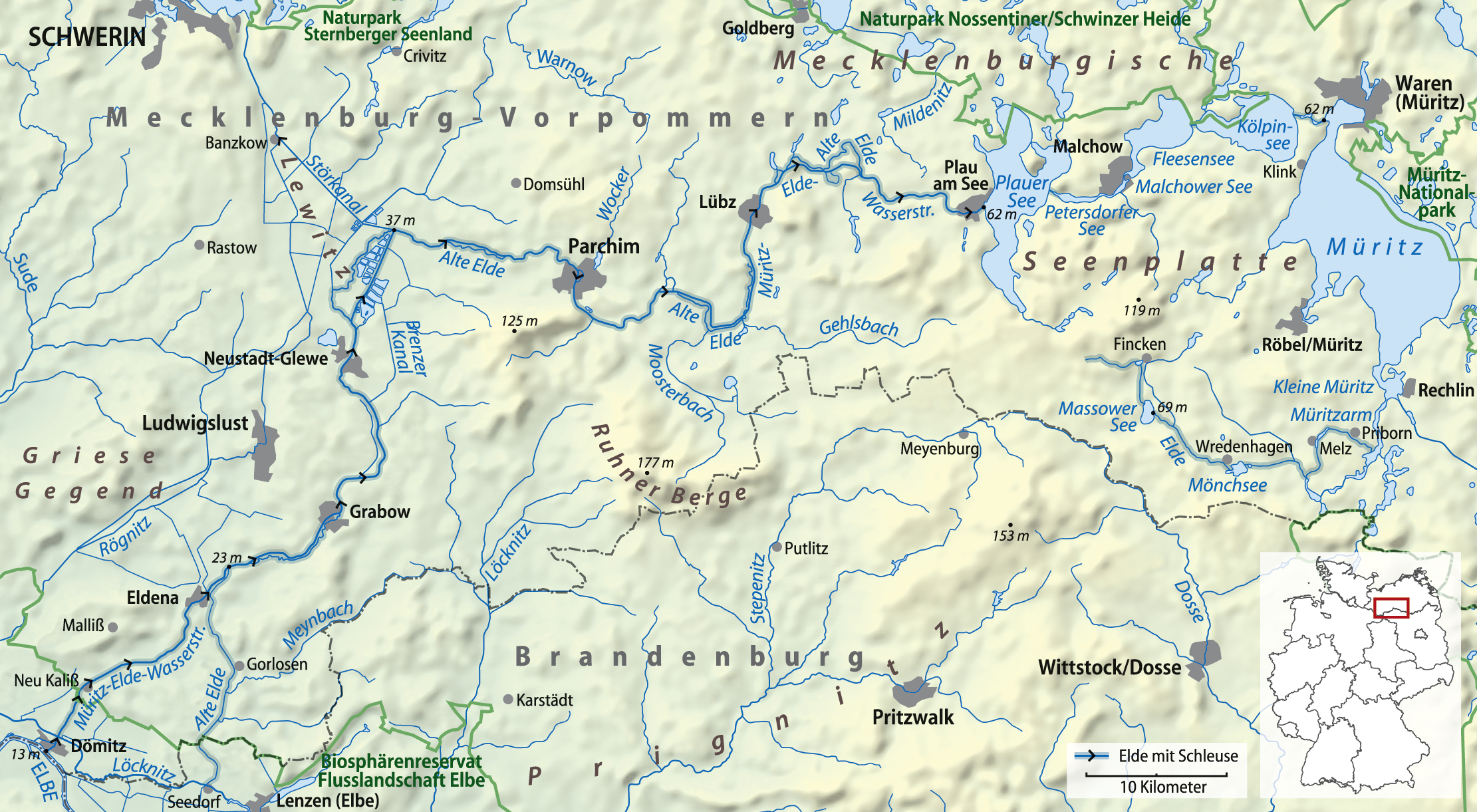
Röbel en un mapa del río Elde
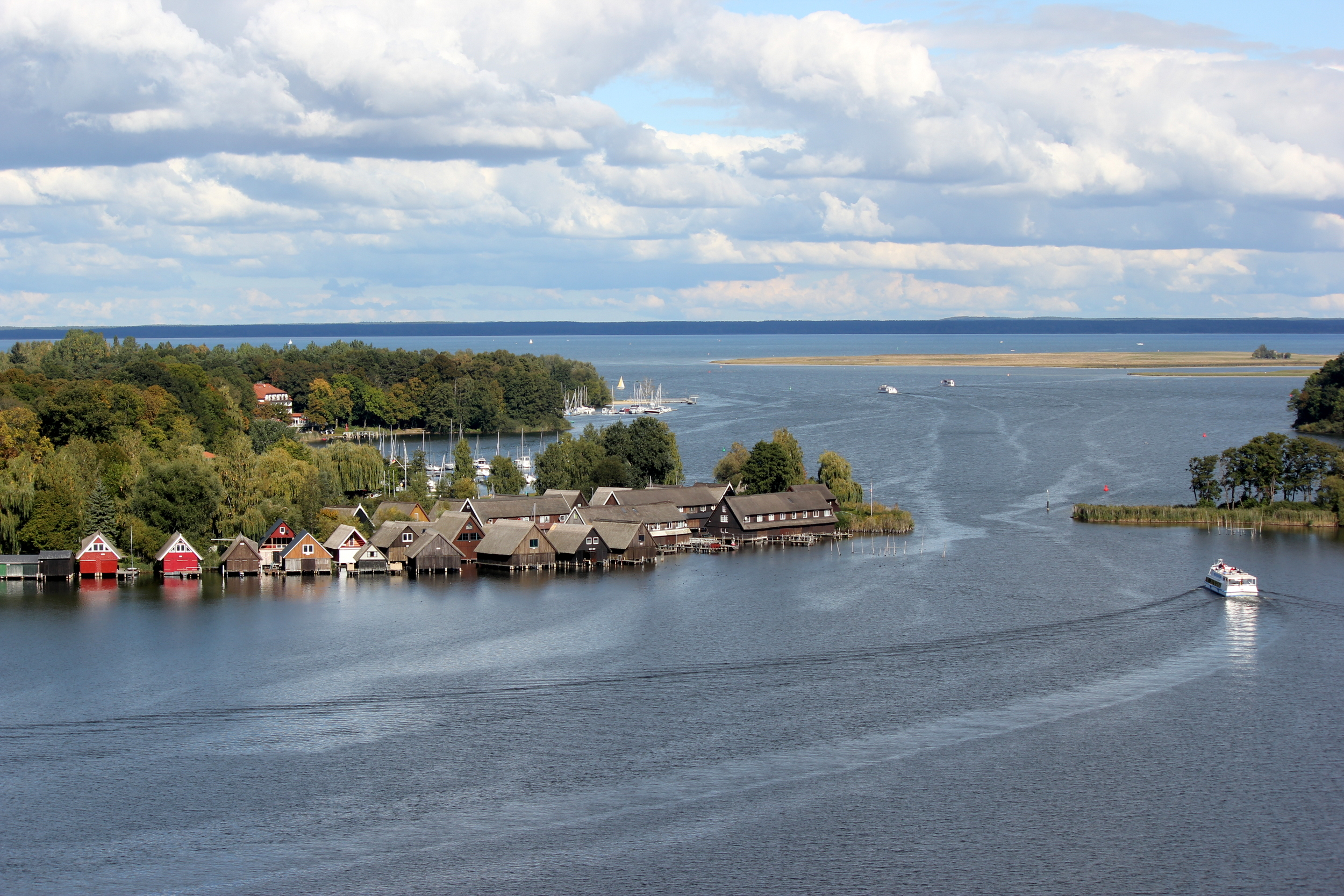
Röbel y el lago Müritz
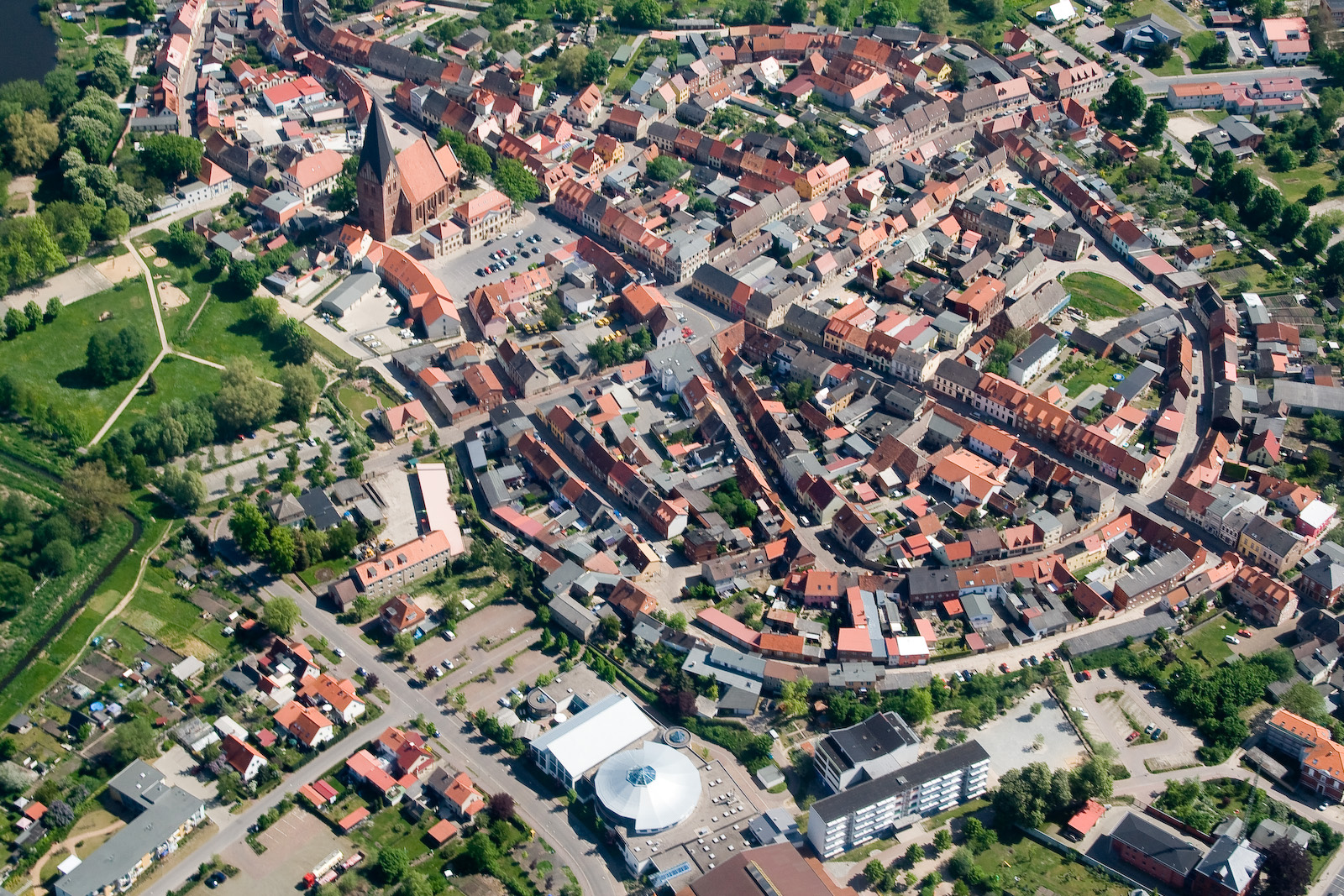
Vista aérea
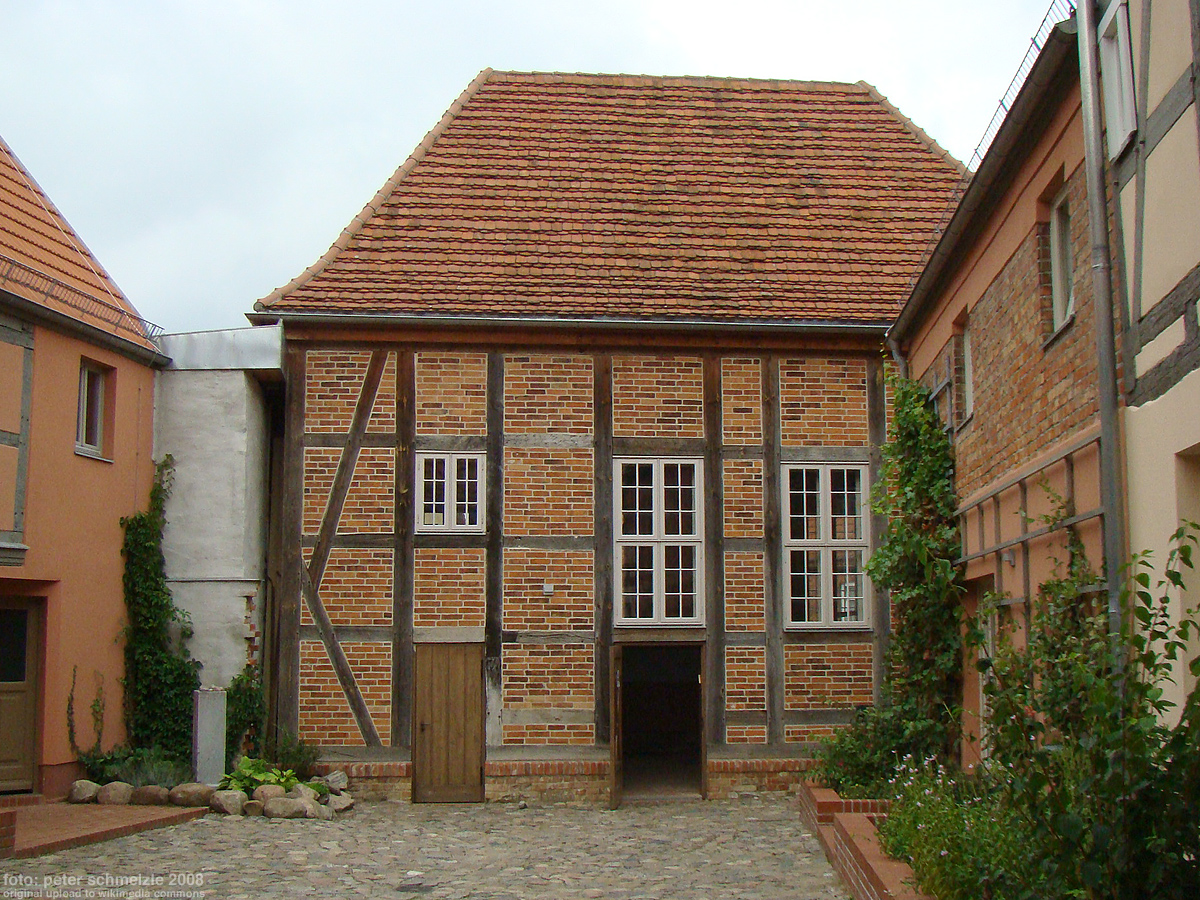
Sinagoga judía de Röbel
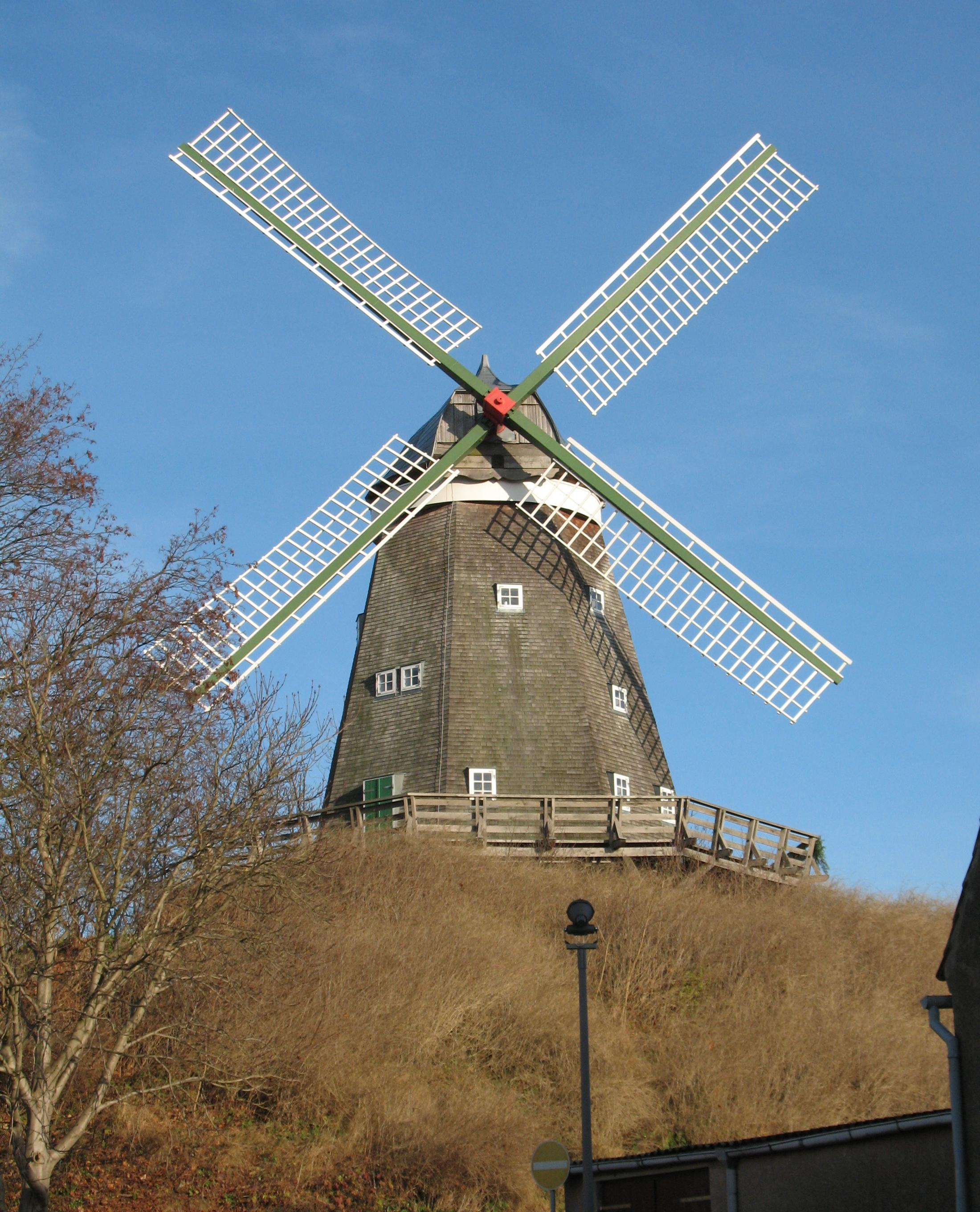
Molino de Röbel